# Wigger III. (Bilstein)
Wigger III. von Bilstein, auch Wiggeri, Wittechind oder Wyckardus (* um 1005; † nach 1044), war von 1025 bis 1044 Graf von Bilstein in der Germaramark und von 1034 bis 1044 Gaugraf im Engersgau.

## Leben
Wigger war Sohn von Rugger I. von Bilstein († um 1025) und Urenkel von Markgraf Wigger I. von Zeitz. Wigger stammte aus dem Geschlecht der Bilsteiner und war vermutlich von 1034 bis 1044 Graf im Engersgau. Bereits um das Jahr 1025 erbte er die Grafschaft Bilstein mit den rheinischen Gütern um Braubach, Linz, Breitbach, Altenwied, Schöneberg und Horhausen. Durch Kunigunde von Bilstein, eine Enkelin von Wigger, kam der gesamte rheinische Besitz um 1098 an die Grafen von Gudensberg, dann 1140 an die Landgrafen von Thüringen, 1215 an die Grafschaft von Sayn und anschließend an Kurköln. Im Jahr 1044 übernahm Arnold II. von Arnstein, genannt von Nassau, das Amt und war bis 1067 Gaugraf im Engersgau. In einer ungenauen Angabe einer Urkunde von 1034 werden Arnold I. von Arnstein und Wigger mit dem Titel „von Nassau“ genannt. Man geht allerdings davon aus, dass Engers- und Einrichgau gemeint sind. 

## Besitzungen
Welche thüringischen Besitzungen er von seinem Vater erbte und woher die rheinischen Besitzungen stammen, ist nicht eindeutig festzustellen. Die rheinischen Besitzungen um Braubach und im Engersgau könnten aus der Ehe von Wigger mit einer Tochter des Grafen Gebhard von Gleiberg stammen, dessen Vater Heribert von der Wetterau war. Auffällig ist auch, dass im Einrichgau zwischen 857 und 880 ein Graf Ruodger (Rugger) herrschte, der in Gemmerich bei Braubach und im Engersgau begütert war. Diesem Ruodger folgte 880 ein Ruodker († um 926), der ebenfalls Graf im Einrich- und Engersgau war. Wiggers Vater Rugger I. war Graf in der Germarmark und besaß unter anderem Güter zu Sonneborn, Hersfeld, Waldkappel, Rodebach und Gerode. 
In den rheinischen Besitzungen der Landgrafen von Thüringen aus dem Erbe Kunigundes gab es auch eine Burg Bilesteyn (Bilstein), die allerdings nicht gleichzusetzen ist mit der Burg Bilstein an der Werra, die um 1100 von einem Nachfahren Wiggers wieder aufgebaut wurde. Graf Werner IV. von Gudensberg schenkte im Jahr 1111 die Hälfte Braubachs an Erzbischof Adalbert I. von Mainz, nachdem Werner IV. mit Kunigunde von Bilstein eine Erbteilung durchgeführt hatte. Nachdem Kunigunde 1138 gestorben war, schenkte der Landgraf von Thüringen die andere Hälfte ebenfalls an den Erzbischof von Mainz.

## Familie
Die Ehefrau Wiggers war eine Tochter des Grafen Gebhard von Gleiberg, Sohn von Heribert aus dem Geschlecht der Konradiner, der ebenfalls Graf im Engersgau war. Wigger hatte drei Söhne und eine namentlich bekannte Tochter. 
- Eberhard (* um 1030; † 1093), Graf von Bilstein (1044–1093)
- Frideruna (* um 1032; † vor dem 26. Juli 1107), Erbin von Wied, Nonne in Helmarshausen, ⚭ (?) Richwin III. von Hengenbach (* um 1032; † vor 1084), Graf von Kempenich, Herr von Wied, möglicher Vater von Metfried von Wied
- Wigger IV. (* um 1035; † 1075), Vogt von Gerode (1069–1075)
- Rugger II. (* um 1037; † 1085/1096), Graf von Bilstein (1044–1096), Vater von Kunigunde von Bilstein und Rugger III.